# Campeonato Italiano de Rugby 1977-78
El Campeonato de Rugby de Italia de 1977-78 fue la cuadragésimo octava edición de la primera división del rugby de Italia.

## Sistema de disputa
Los equipos se enfrentaron en condición de local y de visitante a cada uno de sus rivales.
El equipo que al finalizar el torneo se encuentre en la primera posición se declara automáticamente como campeón.
Mientras que los dos últimos equipos descenderán directamente a la segunda división.

## Desarrollo
- Tabla de posiciones:[1]

| Pos. | Equipo                | Encuentros | Encuentros | Encuentros | Encuentros | Tantos | Tantos | Tantos | Puntos |
| Pos. | Equipo                | PJ         | PG         | PE         | PP         | F      | C      | Dif    | Puntos |
| ---- | --------------------- | ---------- | ---------- | ---------- | ---------- | ------ | ------ | ------ | ------ |
| 1.º  | Treviso               | 26         | 23         | 1          | 2          | 684    | 244    | +440   | 47     |
| 2.º  | Rugby Rovigo          | 26         | 22         | 1          | 3          | 605    | 277    | +328   | 45     |
| 3.º  | Rugby Roma Olimpic    | 26         | 20         | 1          | 5          | 618    | 262    | +356   | 41     |
| 4.º  | Petrarca Padova       | 26         | 18         | 0          | 8          | 490    | 245    | +245   | 36     |
| 5.º  | Rugby Brescia         | 26         | 14         | 3          | 9          | 381    | 250    | +131   | 30     |
| 6.º  | SS Lazio Rugby        | 26         | 12         | 1          | 13         | 295    | 334    | -39    | 25     |
| 7.º  | Rugby Torino          | 26         | 12         | 0          | 14         | 265    | 347    | -82    | 24     |
| 8.º  | L'Aquila Rugby        | 26         | 11         | 0          | 15         | 418    | 418    | 0      | 22     |
| 9.º  | Casale Rugby          | 26         | 11         | 1          | 14         | 305    | 407    | -102   | 22     |
| 10.º | Rugby Reggio Calabria | 26         | 8          | 0          | 18         | 218    | 366    | -148   | 16     |
| 11.º | Amatori Catania       | 26         | 8          | 0          | 18         | 208    | 402    | -194   | 16     |
| 12.º | Rugby Parma           | 26         | 8          | 0          | 18         | 229    | 519    | -290   | 18     |
| 13.º | Fiamme Oro            | 26         | 7          | 1          | 18         | 278    | 473    | -195   | 15     |
| 14.º | Piacenza Rugby        | 26         | 3          | 1          | 22         | 146    | 580    | -434   | 7      |

|  | Campeón.                 |
|  | Descendido a la Serie B. |

| Bandera de Italia |
| Campeón Treviso   |
| Segundo título    |